# Novomaiske, Krîvîi Rih
Novomaiske (în ucraineană Новомайське) este un sat în comuna Novopillea din raionul Krîvîi Rih, regiunea Dnipropetrovsk, Ucraina.

## Demografie
Componența lingvistică a localității Novomaiske
     Ucraineană (74,78%)
     Rusă (19,93%)
     Romani (4,18%)
     Alte limbi (0,86%)
Conform recensământului din 2001, majoritatea populației localității Novomaiske era vorbitoare de ucraineană (74,78%), existând în minoritate și vorbitori de rusă (19,93%) și romani (4,18%).